# Sant'Angelo in Vado
Sant'Angelo in Vado é uma comuna italiana da região dos Marche, Província de Pesaro e Urbino, com cerca de 3.868 habitantes. Estende-se por uma área de 67 km², tendo uma densidade populacional de 58 hab/km². Faz fronteira com Apecchio, Belforte all'Isauro, Carpegna, Mercatello sul Metauro, Peglio, Piandimeleto, Urbania, Urbino.